# Mrigalkarp
Mrigalkarp (Cirrhinus cirrhosus) är en art i familjen karpfiskar som lever naturligt i Indien. Den har blivit införd till många länder.

## Utseende
En långsträckt, spolformad fisk med trubbig nos. Färgen är silvergrå, ryggfenan med enbart 12 till 15 grenade mjukstrålar, inga taggstrålar. Som mest kan den bli 100 cm lång och väga 12,7 kg, men det är sällan den blir såpass stor. Under hakan har den 4 skäggtömmar.

## Vanor
Mrigalkarpen lever främst i floder och forsar med stark ström, men tål vatten med hög salthalt. Födan består framför allt av plankton, men den kan också beta alger. Ungfiskarna är allätare upp till en längd av 5 cm, medan de vuxna fiskarna nästan helt lever av växtföda. Den icke-växtföda som tas består huvudsakligen av urdjur och mindre kräftdjur.

### Fortplantning
Arten leker under maj till juli i floder med ett djup av 50 till 100 cm över sand- eller lerbotten. En hona på 6 kg kan lägga upp till en miljon ägg.

## Utbredning
Mrigalkarpen finns naturligt i Indien, där den ursprungligen fanns i Godavari-, Krishna- och Kaverifloderna. Beståndet har emellertid minskat, och den finns numera endast i den sistnämnda floden. Arten hålles dessutom allmänt i dammar, men där leker den inte naturligt, utan måste befruktas på konstgjord väg. Den har införts till flera länder som Bangladesh, Bhutan, Kambodia, Laos, Malaysia, Mauritius, Myanmar, Nepal, Pakistan, Filippinerna, Sri Lanka, Thailand och Vietnam.

## Status
Arten är föremål för ett betydande kommersiellt fiske; även sportfiske förekommer. IUCN har klassificerat arten som sårbar, ("VU", underklassificering "D2"), och beståndet minskar. Främsta hotet är från inplanterade gangeskarpar som Katla, (Gibelion catla) och Rohu (Labeo rohita). Habitatförlust, överexploatering (av odlade populationer) och föroreningar spelar också en roll.